# アラン・ヒンクス
アラン・ヒンクス（Alan Hinkes、1954年4月26日 - ）は、イギリスの登山家。誕生地はイギリスのノース・ヨークシャー州ノーサラートン。1999年にサンダーランド大学の名誉フェローを授けられた。
ヒンクスはイギリス人で最初に8000メートル峰全14座登頂に成功したとされる。しかし、1990年に登頂したとされるチョ・オユーに実際には登頂していないという疑いがもたれている
。チョ・オユーの登頂はエリザベス・ホーリーにも認定されていない。

## 8000メートル峰全14座の登頂記録
- 1987年 - シシャパンマ
- 1988年 - マナスル
- 1990年 - チョ・オユー
- 1991年 - ブロード・ピーク
- 1995年 - K2
- 1996年 - エベレスト
- 1996年 - ガッシャーブルムI峰
- 1996年 - ガッシャーブルムII峰
- 1997年 - ローツェ
- 1998年 - ナンガ・パルバット
- 1999年 - マカルー
- 2002年 - アンナプルナ
- 2004年 - ダウラギリ
- 2005年 - カンチェンジュンガ